# Lungtok Dawa
Lungtok Dawa là một cầu thủ bóng đá người Bhutan hiện tại thi đấu cho Thimphuu City F.C. Anh ra mắt lần đầu cho Đội tuyển bóng đá quốc gia Bhutan năm 2015 tại trận đấu ở vòng loại World Cup match trước Sri Lanka. Anh cũng thi đấu một số trận tại vòng loại thứ hai cũng như ở Giải vô địch bóng đá Nam Á 2015. Cùng với việc đá bóng, anh cũng là một sinh viên đang học tại Royal Thimphu College.